# Trey Cunningham
Trey Cunningham (* 26. August 1998 in Winfield, Alabama) ist ein US-amerikanischer Leichtathlet, der sich auf den 110-Meter-Hürdenlauf spezialisiert hat. 2022 gewann er bei den Weltmeisterschaften in Eugene die Silbermedaille.
2024 outete sich Cunningham als homosexuell. Im privaten Umfeld sei dies länger bekannt. Er ist damit einer von wenigen männlichen Spitzensportlern sportartübergreifend, der sich während der aktiven Karriere outete.

## Sportliche Laufbahn
Trey Cunningham wuchs in Winfield in Alabama auf und besuchte von 2018 bis 2022 die Florida State University und 2022 wurde er NCAA-Collegemeister über 60 m Hürden in der Halle sowie über 110 m Hürden im Freien. Im Juli startete er bei den Weltmeisterschaften in Eugene und gewann dort mit 13,08 s im Finale die Silbermedaille über 110 m Hürden hinter seinem Landsmann Grant Holloway. Anschließend wurde er beim Herculis in Monaco in 13,03 s Zweiter und auch bei der Athletissima in Lausanne gelangte er mit 13,10 s auf Rang zwei. Im September siegte er dann in 13,21 s beim 31. Meeting Città di Padova. 2024 belegte er bei den Hallenweltmeisterschaften in Glasgow in 7,53 s den sechsten Platz über 60 m Hürden.
2024 wurde Cunningham US-amerikanischer Hallenmeister im 60-Meter-Hürdenlauf.

## Persönliche Bestzeiten
- 110 m Hürden: 13,00 s (0,0 m/s), 10. Juni 2022 in Eugene
  - 60 m Hürden (Halle): 7,38 s, 12. März 2022 in Birmingham